# Ronald Searle
Pour les articles homonymes, voir Searle.
Ronald William Fordham Searle est un dessinateur de presse et illustrateur britannique né le 3 mars 1920 à Cambridge en Angleterre et mort le 30 décembre 2011 à Draguignan, dans le Var. Il avait choisi de vivre à Tourtour depuis 1975,. Créateur de St. Trinian's (à la base de nombreux livres et de sept longs-métrages), il est également co-auteur (avec Geoffrey Willans) de la tétralogie de Nigel Molesworth.

## Biographie
Searle est né à Cambridge où son père était porteur de bagages. Il commence à dessiner dès l'âge de cinq ans et publie ses premiers dessins à quinze ans. En avril 1939, en réalisant l'imminence inéluctable de la guerre, il s'engage dans les Royal Engineers pour réaliser des dessins d'architecture. Pendant deux ans, il suit des cours au Cambridge College of Arts and Technology, à présent connu comme l'Anglia Ruskin University, et en 1941, il publie le premier dessin de St. Trinian's dans le magazine Lilliput. 
En janvier 1942, il est basé à Singapour. Après un mois de combats à Malaya, Singapour tombe aux mains des japonais, et il est fait prisonnier tout comme son cousin Tom Fordham Searle. Il passera le reste de la guerre en prison, d'abord dans la prison de Changi puis dans la jungle Kwai, travaillant pour le Siam-Burma Death Railway.

### Dessins durant laSeconde Guerre mondiale
Les difficiles conditions de détention sont décrites par Searle dans des dessins qu'il cachait sous les matelas de prisonniers. Libéré fin 1945, Searle rentre en Angleterre où il publie certains de ces dessins dans le livre de Russell Braddon : The Naked Island. Mais il faudra attendre la publication de Ronald Searle: To the Kwai and Back, War Drawings 1939-1945 en 1986 pour en découvrir davantage. 300 dessins originaux de cette période font partie de la collection permanente de l'Imperial War Museum, à Londres. 

### Après-guerre
Il se marie avec la journaliste et éditrice Kaye Webb en 1947 ; ils sont parents de jumeaux, Kate et Johnny. Searle fut très productif dans les années 50 et 60, avec de nombreux dessins pour Life, Holiday et Punch. Ses dessins sont publiés par The New Yorker, le Sunday Express et le News Chronicle, alors qu'il poursuit ses livres des séries St Trinian's et Molesworth, mais aussi des livres de voyages avec l'humoriste Alex Atkinson, de l'animation pour Hollywood, des publicités et des affiches.
En 1961, il emménage à Paris où il rencontre Monica Koenig, dessinatrice de théâtre et créatrice de bijoux, qui deviendra sa seconde femme, après son divorce avec Kaye Webb, en 1967. En France, il travaille surtout pour Le Monde, Life, Holiday et le New Yorker Magazine. Il fait moins de dessins satiriques et plus d'illustrations. Il continue toutefois ses multiples activités : les livres (parmi lesquels ses célèbres livres sur les chats), films d'animation et sculptures pour des médailles commémoratives, à la fois pour La Monnaie de Paris et le British Museum en Grande-Bretagne. En 1965, Searle est l'auteur des génériques (début, interlude et fin) pour la comédie Ces merveilleux fous volants dans leurs drôles de machines. À partir de 1975, il travaille et vit dans les montagnes de Haute-Provence.
Son œuvre a une grande influence sur ses pairs américains, comme Pat Oliphant, Matt Groening, Hilary Knight et les animateurs du film des 101 Dalmatiens de Disney, anglais comme Ralph Steadman, Quentin Blake ou français comme Joann Sfar, Laurent Colonnier, Calvi. Le caricaturiste Edward Sorel dit de lui : « Son aptitude à dessiner dans une variété de styles lui a permis de maîtriser toutes les formes d'art graphique ». En 2005, il est l'objet d'un long documentaire de la BBC sur sa vie et son œuvre, par Russell Davies. En 2007, il reçoit la plus haute distinction française, la Légion d'honneur.

## Récompenses
Searle a reçu de nombreux prix récompensant son œuvre, surtout aux États-Unis, dont le Prix Reuben en 1961 plusieurs prix de la National Cartoonist Society : Publicité et Illustration en 1960 et 1966, Illustration en 1981 et Publicité en 1987 et 1988.